# Christian Kofane
Christian Michael Kofane (25 de juliol de 2006) es un futbolista d'origen camerunés que actualment juga com davanter al club de futbol Albacete Balompié, a la Segona divisió espanyola de futbol.
Kofane va començar com a futbolista jugant per a categories inferiors del club camerunés AS Nylon, però a Novembre de 2024 va arribar al Albacete Balompié després d'un acord entre el club camerunés i el club manxec on en un principi va jugar a les categories inferiors del club, concretament a la U19 del club, però el seu bon joc on va encaixar 6 gols sis gols en sis partits, Alberto González Fernández va convocar-ho principalment per als entrenaments amb el primer equip.